# Welcome Back, Carter
Welcome Back, Carter (titulado El regreso de Carter en Hispanoamérica y Bienvenido a casa, Carter en España) es el tercer episodio de la novena temporada de la serie Padre de familia emitido en Estados Unidos a través de FOX el 10 de octubre de 2010. La trama se centra en Peter, quien tras atrapar a su suegro in fraganti con otra mujer decide chantajearle para aprovecharse de su estatus social a cambio de mantener la boca cerrada, sin embargo en un momento de lapsus, Peter confiesa lo que vio delante de su suegra.
El episodio está escrito por Wellesley Wild y dirigido por Cyndi Tang. Según la cuota de pantalla Nielsen, el episodio fue visto por 7,02 millones de televidentes. Como artistas invitados, prestan sus voces Max Burkholder, Christine Lakin y Rachael MacFarlane entre otros más.

## Argumento
Peter y Lois visitan a la familia Pewterschmidt para cenar con ellos, en el curso de la velada Peter encuentra en un armario un álbum de fotos en las que aparecen Babs y Carter en el primer momento en que se conocieron, Barbara decide explicarles a su hija y a su yerno la historia de como se conocieron y se enamoraron pasando por el breve affair que tuvo la mujer mientras su [entonces] novio estaba en la guerra al asumir que había muerto hasta que finalmente volvió a reclamar su amor, desde aquel momento, Barbara y Carter decidieron seguir adelante. Aburrido, Peter decide llamar a Carter para cenar, pero al no oírle se acerca al yate donde se queda perplejo al ver a su suegro con otra mujer. Mientras cuestiona la forma de Pewterschmidt en la que traiciona a su mujer, este le amenaza con arruinarle la vida si dice algo, Peter promete que mantendrá el secreto a pesar del evidente nerviosismo que muestra en la cena. Al día siguiente en La Almeja, Peter les comenta a sus amigos el affair de su suegro, Joe y Quagmire le sugieren que le haga chantaje como venganza por el maltrato sufrido por su padre político.
En mitad de la noche, en la mansión Pewterschmidt, Babs oye un ruido, creyendo que han entrado a robar, esta despierta a su marido, el cual al ver una luz en su cuarto de baño se lleva una inesperada sorpresa, Peter está dentro de la casa tan tranquilo, mientras este trata de tirarle de su casa, Peter le amenaza con contarle a su mujer lo que pasó en el yate si decide no acceder a sus demandas, varios ejemplos: entablar un duelo de limusinas y escribir coletillas. Al cabo de unos días y viendo como sus respectivos maridos pasan el día juntos, Barbara y Lois lo celebran, de pronto ambas ven como los dos se llevan una gran televisión de alta definición fuera de casa, sabiendo que está acorralado por su yerno, Carter sigue haciéndole la pelota a Peter cuando Babs, estupefacta le pregunta por qué se la está dando, sin embargo, Peter acaba delatando a su padre sin querer para sorpresa de las dos mujeres, sobre todo para Barbara que rompe a llorar cuando su marido reconoce las evidencias. 
En casa de los Griffin, Carter les comunica a Peter y a Lois su divorcio mientras achaca a su yerno la culpa de su situación. Peter decide llevarle a conocer otra gente, cuando llegan a un pub nocturno, su yerno le presenta a Paula, una joven rubia acompañada por otras dos chicas, sin embargo Carter mete la pata al confundir a un cliente afroamericano con un camarero, ante esas palabras, Carter es acusado de racista, Peter le reprocha la torpeza que acaba de tener, sin embargo, Carter le confiesa que el único error que cometió fue el de engañar a su ya exmujer y le pide que le ayude a recuperarla. Peter accede y al día siguiente Carter se presenta en su mansión con un ramo de rosas. Mientras tanto descubre que Barbara ha estado saliendo con su antiguo amante, al entrar en casa, Carter le confiesa su amor y se disculpa por su comportamiento, pero a pesar de su arrepentimiento, Babs le exige que se vaya, hasta que reconoce sentir todavía algo por él, por lo que le da otra oportunidad avisándole de que tendrá que pasar mucho tiempo para que ella pueda confiar en él a cambio de volver a estar juntos, finalmente los dos se funden en un abrazo y un beso apasionado.

## Producción
El episodio fue escrito por Wellesley Wild y dirigido por Cyndi Tang poco después de la conclusión de la producción de la octava temporada. Peter Shin y James Purdum, ambos como directores de animación, trabajaron como supervisores de animación junto con Andrew Goldberg, Alex Carter, Elaine Ko, Spencer Porter y Aaron Blitzstein como equipo de guionistas. Ron Jones, compositor de la música de la serie desde los inicios, volvió a componer para Welcome Back, Carter, Seth MacFarlane y Alex Borstein volvieron a retomar sus personajes de Carter y Barbara Pewterschmidt respectivamente.
Aparte del reparto habitual, los actores Max Burkholder, Christine Lakin y Rachael MacFarlane prestaron sus voces a sus respectivos personajes.

## Referencias culturales

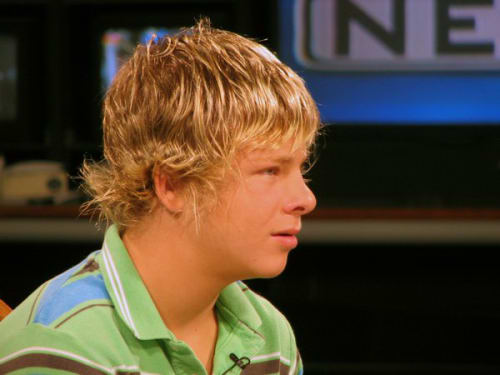
Jonathan Lipnicki, actor referenciado en el episodio con un aspecto deforme debido a su pubertad.